# Аршалуйс
Аршалуйс (вірм. Արշալույս) — село в марзі Армавір, на заході Вірменії. Село розташоване за 8 км на захід від міста Вагаршапата, північніше траси Єреван —Армавір, за 2 км на південний захід від села Айтах, за 4 км на північ від села Таронік та за 5 км на північний схід від села Акналіч. За 2 км на південь від села розташований храм Святого Карапета XIV-XVIII століть, який був місцем паломництва.